# Tovaria
Die Tovaria sind die einzige Pflanzengattung der monogenerischen Familie Tovariaceae aus der Ordnung der Kreuzblütlerartigen (Brassicales). Die nur zwei Arten sind in der Neotropis beheimatet. Der Gattungsname Tovaria ehrt einen spanischen Arzt und Botaniker des 16. Jahrhunderts Simón de Tovar (~1528–1596).

## Beschreibung

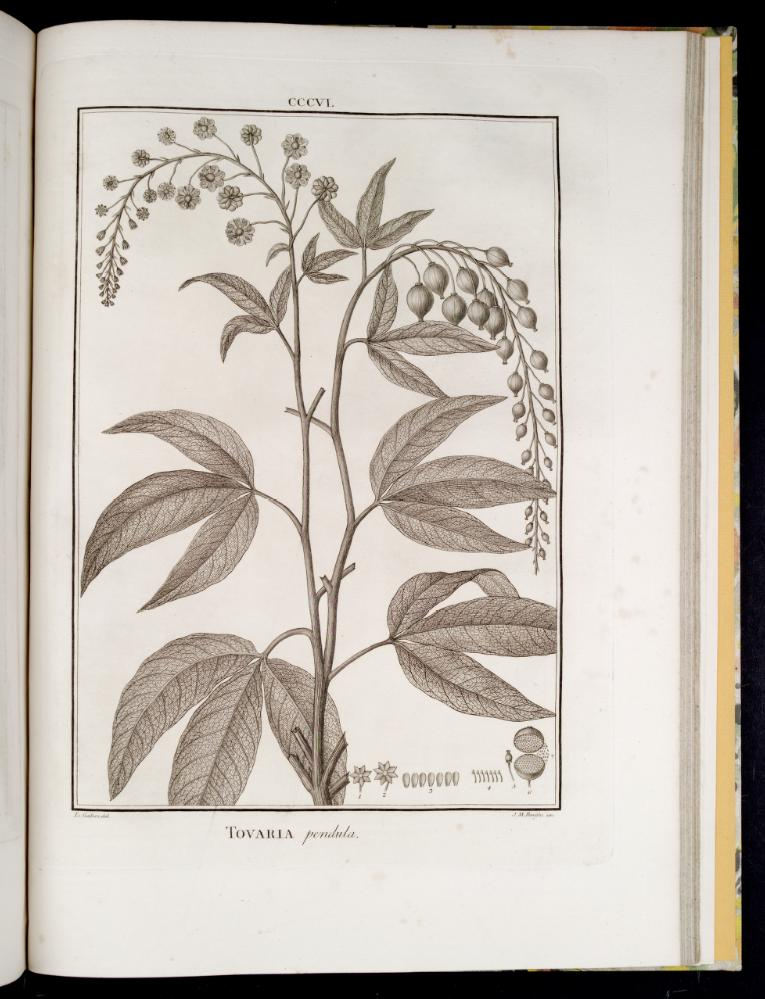
Illustration von Tovaria pendula.

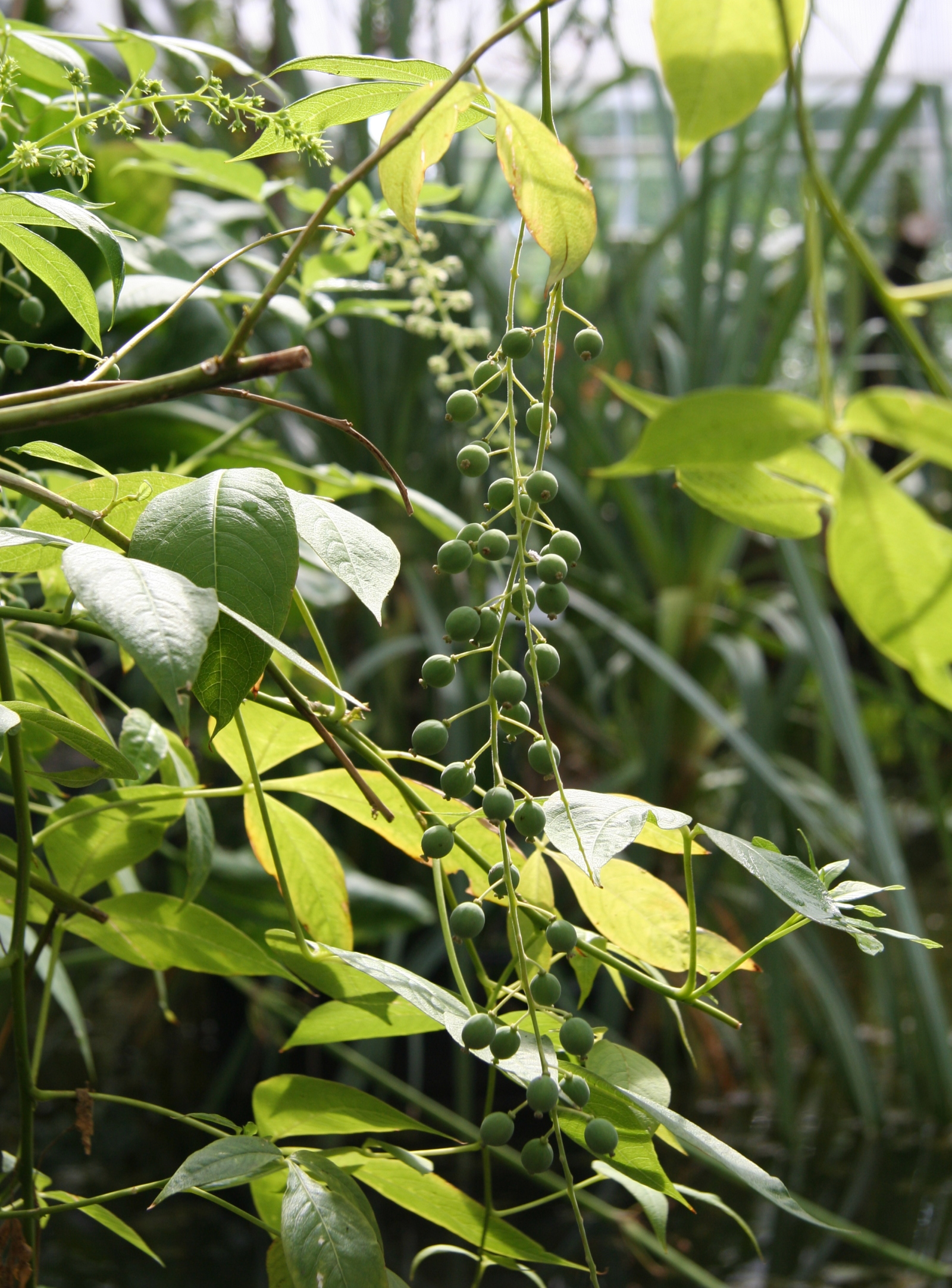
Tovaria pendula

### Erscheinungsbild und Blätter
Tovaria-Arten wachsen als einjährige bis ausdauernde krautige Pflanzen, Halbsträucher oder kleinere Sträucher. Bei Holzbildung fehlen die Jahresringe ganz. Die Leitungsgefäße sind nur einfach getüpfelt. Die Wurzel weist eine dünne Endodermisschicht auf.
Die wechselständig angeordneten Laubblätter sind in Blattstiel und Blattspreite gegliedert. Ein typisches Merkmal sind die rauen, dreiteiligen Blattspreiten mit glatten Blattrand. Die Spaltöffnungen sind anomocytisch (ohne Nebenzellen) und entsprechen dem so genannten Ranunculaceen-Typ. Die Blattaderung ist einfach bogenförmig. Die Nebenblätter befinden sich direkt am Stamm oder am Blattgrund oder sie fehlen meist.

### Blütenstände und Blüten
Tovaria-Arten bilden endständige, locker aufgebaute und achselständige, traubige Blütenstände mit Tragblättern.
Die zwittrigen Blüten sind radiärsymmetrisch und meist achtzählig, seltener sechs- oder neunzählig mit doppelter Blütenhülle. Innerhalb der Blüte kommt es zu Nektarbildung, der über modifizierte Stomata abgegeben wird. Alle Blütenbestandteile sind deutlich ausgebildet. Die Kelchblätter sind nicht verwachsen. Die Kronblätter können kurz genagelt sein, ihre Farbe variiert zwischen gelb, grün und weißlich. Es sind ebenfalls acht, seltener sechs oder neun fertile Staubblätter vorhanden, wobei sie den Kelchblättern gemäß der Alternanzregel gegenüberstehen, es fehlt also der innere Staubblattkreis; sie sind weder untereinander noch mit den Kronblättern verwachsen. Ein Gynophor ist vorhanden, jedoch relativ kurz ausgebildet. Die auf einem kurzen Griffel sitzende sechsteilige Narbe ist zu nastischen Bewegungen fähig und kann sich spreizen. Sechs, seltener fünf oder acht Fruchtblätter sind zu einem oberständigen Fruchtknoten verwachsen. Bei Tovaria diffusa stehen die Fruchtblätter in Alternanz zu den Staubblättern. Bei Tovaria pendula konnte dies nicht beobachtet werden; hier wurde aber eine Variierung der einzelnen Blütenorgane innerhalb eines Blütenstandes beobachtet. Es gibt viele reihenförmig angeordnete Samenanlagen pro Fruchtblatt die zuerst anatrop angeordnet sind. Nach der Befruchtung werden diese durch die Weiterentwicklung des Exotegmen aber campylotrop. Weitere beobachtete Merkmale in den Samenanlagen sind eine gekrümmte Mikropyle sowie ein langgestreckter Funiculus.

### Früchte und Samen
Die Frucht ist eine Beere und enthält eine größere Menge von kleinen Samen. Die Zellen außerhalb der Samenanlage können vergrößert sein, innerhalb der Testa sind sie klein.

### Chromosomenzahl
Die Chromosomengrundzahl beträgt n = 14.

## Systematik und Verbreitung
Die Erstveröffentlichung der Gattung Tovaria erfolgte 1794 durch die spanischen Botaniker Hipólito Ruiz López und José Antonio Pavón y Jiménez (Ruiz & Pav.) in der Flora Peruvianae, et Chilensis Prodromus, 49.
Typusart ist Tovaria pendula Ruiz et Pavon (Systema Vegetabilium Florae Peruvianae et Chilensis, 1798, S. 85.). Synonyme für Tovaria Ruiz & Pav. sind Bancroftia Macfad. und Cavaria Steud. Die Familie Tovariaceae wurde 1891 durch Ferdinand Albin Pax in Engler und Prantl: Die Natürlichen Pflanzenfamilien, 3, 2. Auflage, 1936, S. 207 aufgestellt.
Tovaria ist die einzige Gattung der Familie Tovariaceae. Durch Umgliederungen nach neueren molekularbiologischen Untersuchungen, die noch nicht endgültig zu sein scheinen, verbleiben bei der Gattung Tovaria derzeit lediglich zwei Arten in dieser Gattung.
Das Verbreitungsgebiet der beiden Tovaria-Arten ist die Neotropis. Die beiden Arten sind von Mexiko über Zentralamerika und in der Karibik nur Jamaika bis zum nördlichen sowie nordwestlichen Südamerika verbreitet.
Es gibt nur zwei Tovaria-Arten:
- Tovaria pendula Ruiz & Pav. (Syn.: Bancroftia pendula (Ruiz & Pav.) Kuntze): Fundorte gibt es von Mexiko, über Guatemala, Belice, Honduras, Costa Rica, Nicaragua, Panama und Jamaika, bis Bolivien, Kolumbien, Venezuela, Ecuador und Peru.
- Tovaria diffusa (Macfad.) Fawc. & Rendle (Syn.: Bancroftia diffusa Macfad.): Fundorte gibt es in Jamaika, Guatemala, Honduras, Costa Rica, Venezuela, Kolumbien und Peru.

Das Homonym Tovaria Neck. ex Baker ist ein Synonym für die Gattung Maianthemum und nicht mit der oben genannten Gattung zu verwechseln.

## Phytochemie
Die Arten der Familie Tovariaceae gehören zu den Pflanzen, die typischerweise Senfölglykoside (auch Glucosinolate) sowie das dazugehörende Spaltungsenzym der Glucosinolate, Myrosinase, aufweisen. Dies weist auf die enge Verwandtschaft zu den Kaperngewächsen (dort wurde die Gattung Tovaria früher eingeordnet) sowie zu den Brassicaceae hin. Die Produktion von Tannin ist ebenfalls nachweisbar.